# Plavání na Letních olympijských hrách 1968
Plavání na Letních olympijských hrách 1968.

## Přehled medailí
| Pořadí | Země                           | Zlato | Stříbro | Bronz | Celkově |
| ------ | ------------------------------ | ----- | ------- | ----- | ------- |
| 1.     | Spojené státy americké         | 21    | 15      | 16    | 52      |
| 2.     | Austrálie                      | 3     | 2       | 3     | 8       |
| 3.     | Německá demokratická republika | 2     | 3       | 1     | 6       |
| 4.     | Jugoslávie                     | 1     | 1       | 0     | 2       |
| 5.     | Mexiko                         | 1     | 0       | 1     | 2       |
| 6.     | Nizozemsko                     | 1     | 0       | 0     | 1       |
| 7.     | Sovětský svaz                  | 0     | 4       | 4     | 8       |
| 8.     | Kanada                         | 0     | 3       | 1     | 4       |
| 9.     | Velká Británie                 | 0     | 1       | 0     | 1       |
| 10.    | Západní Německo                | 0     | 0       | 2     | 2       |
| 11.    | Francie                        | 0     | 0       | 1     | 1       |
| Celkem | Celkem                         | 29    | 29      | 29    | 87      |

## Medailisté

### Muži
| Kategorie                      | Zlato                                                                                      | Čas     | Stříbro | Čas     | Bronz                                                                                         | Čas     |
| ------------------------------ | ------------------------------------------------------------------------------------------ | ------- | --- | ------- | --------------------------------------------------------------------------------------------- | ------- |
| 100 m volný způsob             | Michael Wenden · Austrálie (AUS)                                                           | 52.2    | Ken Walsh · Spojené státy americké (USA)                                                                     | 52.8    | Mark Spitz · Spojené státy americké (USA)                                                     | 53.0    |
| 200 m volný způsob             | Michael Wenden · Austrálie (AUS)                                                           | 1:55.2  | Don Schollander · Spojené státy americké (USA)                                                               | 1:55.8  | John Nelson · Spojené státy americké (USA)                                                    | 1:58.1  |
| 400 m volný způsob             | Mike Burton · Spojené státy americké (USA)                                                 | 4:09.0  | Ralph Hutton · Kanada (CAN)                                                                                  | 4:11.7  | Alain Mosconi · Francie (FRA)                                                                 | 4:13.3  |
| 1500 m volný způsob            | Mike Burton · Spojené státy americké (USA)                                                 | 16:38.9 | John Kinsella · Spojené státy americké (USA)                                                                 | 16:57.3 | Greg Brough · Austrálie (AUS)                                                                 | 17:04.7 |
| 100 m znak                     | Roland Matthes · Německá demokratická republika (GDR)                                      | 58.7    | Charlie Hickcox · Spojené státy americké (USA)                                                               | 1:00.2  | Ronnie Mills · Spojené státy americké (USA)                                                   | 1:00.5  |
| 200 m znak                     | Roland Matthes · Německá demokratická republika (GDR)                                      | 2:09.6  | Mitch Ivey · Spojené státy americké (USA)                                                                    | 2:10.6  | Jack Horsley · Spojené státy americké (USA)                                                   | 2:10.9  |
| 100 m prsa                     | Don McKenzie · Spojené státy americké (USA)                                                | 1:07.7  | Vladimir Kosinsky · Sovětský svaz (URS)                                                                      | 1:08.0  | Nikolaj Pankin · Sovětský svaz (URS)                                                          | 1:08.0  |
| 200 m prsa                     | Felipe Muñoz · Mexiko (MEX)                                                                | 2:28.7  | Vladimir Kosinsky · Sovětský svaz (URS)                                                                      | 2:29.2  | Brian Job · Spojené státy americké (USA)                                                      | 2:29.9  |
| 100 m motýlek                  | Doug Russell · Spojené státy americké (USA)                                                | 55.9    | Mark Spitz · Spojené státy americké (USA)                                                                    | 56.4    | Ross Wales · Spojené státy americké (USA)                                                     | 57.2    |
| 200 m motýlek                  | Carl Robie · Spojené státy americké (USA)                                                  | 2:08.7  | Martyn Woodroffe · Velká Británie (GBR)                                                                      | 2:09.0  | John Ferris · Spojené státy americké (USA)                                                    | 2:09.3  |
| 200 m polohový závod           | Charlie Hickcox · Spojené státy americké (USA)                                             | 2:12.0  | Greg Buckingham · Spojené státy americké (USA)                                                               | 2:13.0  | John Ferris · Spojené státy americké (USA)                                                    | 2:13.3  |
| 400 m polohový závod           | Charlie Hickcox · Spojené státy americké (USA)                                             | 4:48.4  | Gary Hall, Sr. · Spojené státy americké (USA)                                                                | 4:48.7  | Michael Holthaus · Západní Německo (FRG)                                                      | 4:51.4  |
| štafeta 4×100 m volný způsob   | Spojené státy americké (USA) · Zac Zorn · Stephen Rerych · Ken Walsh · Mark Spitz          | 3:31.7  | Sovětský svaz (URS) · Georgi Kulikov · Viktor Mazanov · Semyon Belits-Geiman · Leonid Ilyichov               | 3:34.2  | Austrálie (AUS) · Greg Rogers · Robert Cusack · Bob Windle · Michael Wenden                   | 3:34.7  |
| štafeta 4×200 m volný způsob   | Spojené státy americké (USA) · John Nelson · Stephen Rerych · Mark Spitz · Don Schollander | 7:52.3  | Austrálie (AUS) · Greg Rogers · Graham White · Bob Windle · Michael Wenden                                   | 7:53.7  | Sovětský svaz (URS) · Vladimir Bure · Semyon Belits-Geiman · Georgi Kulikov · Leonid Ilyichov | 8:01.6  |
| štafeta 4×100 m polohový závod | Spojené státy americké (USA) · Charlie Hickcox · Don McKenzie · Doug Russell · Ken Walsh   | 3:54.9  | Německá demokratická republika (GDR) · Roland Matthes · Egon Henninger · Horst-Günter Gregor · Frank Wiegand | 3:57.5  | Sovětský svaz (URS) · Yuri Gromak · Vladimir Nemshilov · Vladimir Kosinsky · Leonid Ilyichov  | 4:00.7  |

* Nezúčastnili se finále, ale získali medaili.

### Ženy
| Kategorie                      | Zlato                                                                                                  | Čas    | Stříbro | Čas    | Bronz                                                                                                   | Čas    |
| ------------------------------ | --- | ------ | --- | ------ | --- | ------ |
| 100 m volný způsob             | Jan Henneová · Spojené státy americké (USA)                                                            | 1:00.0 | Susan Pedersenová · Spojené státy americké (USA)                                                                      | 1:00.3 | Linda Gustavsonová · Spojené státy americké (USA)                                                       | 1:00.3 |
| 200 m volný způsob             | Debbie Meyerová · Spojené státy americké (USA)                                                         | 2:10.5 | Jan Henneová · Spojené státy americké (USA)                                                                           | 2:11.0 | Jane Barkmanová · Spojené státy americké (USA)                                                          | 2:11.2 |
| 400 m volný způsob             | Debbie Meyerová · Spojené státy americké (USA)                                                         | 4:31.8 | Linda Gustavsonová · Spojené státy americké (USA)                                                                     | 4:35.5 | Karen Morasová · Austrálie (AUS)                                                                        | 4:37.0 |
| 800 m volný způsob             | Debbie Meyerová · Spojené státy americké (USA)                                                         | 9:24.0 | Pam Kruseová · Spojené státy americké (USA)                                                                           | 9:35.7 | Maria Teresa Ramírezová · Mexiko (MEX)                                                                  | 9:38.5 |
| 100 m znak                     | Kaye Hallová · Spojené státy americké (USA)                                                            | 1:06.2 | Elaine Tannerová · Kanada (CAN)                                                                                       | 1:06.7 | Jane Swagertyová · Spojené státy americké (USA)                                                         | 1:08.1 |
| 200 m znak                     | Lillian Watsonová · Spojené státy americké (USA)                                                       | 2:24.8 | Elaine Tannerová · Kanada (CAN)                                                                                       | 2:27.4 | Kaye Hallová · Spojené státy americké (USA)                                                             | 2:28.9 |
| 100 m prsa                     | Đurđica Bjedovová · Jugoslávie (YUG)                                                                   | 1:15.8 | Galina Prozumenščikovová · Sovětský svaz (URS)                                                                        | 1:15.9 | Sharon Wichmanová · Spojené státy americké (USA)                                                        | 1:16.1 |
| 200 m prsa                     | Sharon Wichmanová · Spojené státy americké (USA)                                                       | 2:44.4 | Đurđica Bjedovová · Jugoslávie (YUG)                                                                                  | 2:46.4 | Galina Prozumenščikovová · Sovětský svaz (URS)                                                          | 2:47.0 |
| 100 m motýlek                  | Lyn McClementsová · Austrálie (AUS)                                                                    | 1:05.5 | Ellie Danielová · Spojené státy americké (USA)                                                                        | 1:05.8 | Susan Shieldsová · Spojené státy americké (USA)                                                         | 1:06.2 |
| 200 m motýlek                  | Ada Koková · Nizozemsko (NED)                                                                          | 2:24.7 | Helga Lindnerová · Německá demokratická republika (GDR)                                                               | 2:24.8 | Ellie Danielová · Spojené státy americké (USA)                                                          | 2:25.9 |
| 200 m polohový závod           | Claudia Kolbová · Spojené státy americké (USA)                                                         | 2:24.7 | Susan Pedersenová · Spojené státy americké (USA)                                                                      | 2:28.8 | Jan Henneová · Spojené státy americké (USA)                                                             | 2:31.4 |
| 400 m polohový závod           | Claudia Kolbová · Spojené státy americké (USA)                                                         | 5:08.5 | Lynn Vidaliová · Spojené státy americké (USA)                                                                         | 5:22.2 | Sabine Steinbachová · Německá demokratická republika (GDR)                                              | 5:25.3 |
| štafeta 4×100 m volný způsob   | Spojené státy americké (USA) · Jane Barkmanová · Linda Gustavsonová · Susan Pedersenová · Jan Henneová | 4:02.5 | Německá demokratická republika (GDR) · Gabriele Wetzkoová · Roswitha Krauseová · Uta Schmucková · Gabriele Perthesová | 4:05.7 | Kanada (CAN) · Angela Coughlanová · Marilyn Corsonová · Elaine Tannerová · Marion Layová                | 4:07.2 |
| štafeta 4×100 m polohový závod | Spojené státy americké (USA) · Kaye Hallová · Catie Ballová · Ellie Danielová · Susan Pedersenová      | 4:28.3 | Austrálie (AUS) · Lynne Watsonová · Judy Playfairová · Lyn McClementsová · Janet Steinbecková                         | 4:30.0 | Západní Německo (FRG) · Angelika Krausová · Uta Frommaterová · Heike Hustedeová · Heidemarie Reinecková | 4:36.4 |

* Nezúčastnili se finále, ale získali medaili.